# Ван-Б'юрен (округ, Айова)
Шаблон:StateAbbr_ 40°45′00″ пн. ш. 91°57′06″ зх. д. / 40.75° пн. ш. 91.951666666667° зх. д.
Округ  Ван-Б'юрен (англ. Van Buren County) — округ (графство) у штаті  Айова, США. Ідентифікатор округу 19177.

## Історія
Округ утворений 1836 року.

## Демографія
За даними перепису 
2000 року 
загальне населення округу становило 7809 осіб, усе сільське.
Серед мешканців округу чоловіків було 3894, а жінок — 3915. В окрузі було 3181 домогосподарство, 2164 родин, які мешкали в 3581 будинках.
Середній розмір родини становив 2,96.
Віковий розподіл населення поданий у таблиці:
| Стать    | До 15 років | 15-21 | 22-29 | 30-39 | 40-49 | 50-65 | 65-85 | Понад 85 |
| -------- | ----------- | ----- | ----- | ----- | ----- | ----- | ----- | -------- |
| Чоловіки | 794         | 372   | 313   | 487   | 588   | 679   | 574   | 87       |
| Жінки    | 785         | 327   | 267   | 461   | 568   | 677   | 672   | 158      |

## Суміжні округи
- Джефферсон — північ
- Генрі — північний схід
- Лі — схід
- Кларк, Міссурі — південний схід
- Скотланд, Міссурі — південний захід
- Девіс — захід

## Виноски
1. ↑  U.S. Decennial Census. United States Census Bureau. Архів оригіналу за 19 липня 2018. Процитовано 20 липня 2014.
2. ↑  Historical Census Browser. University of Virginia Library. Архів оригіналу за 11 серпня 2012. Процитовано 20 липня 2014.
3. ↑  Population of Counties by Decennial Census: 1900 to 1990. United States Census Bureau. Архів оригіналу за 22 квітня 2014. Процитовано 20 липня 2014.
4. ↑  Census 2000 PHC-T-4. Ranking Tables for Counties: 1990 and 2000 (PDF). United States Census Bureau. Архів оригіналу (PDF) за 18 грудня 2014. Процитовано 20 липня 2014.
5. ↑  State & County QuickFacts. United States Census Bureau. Архів оригіналу за 7 червня 2011. Процитовано 20 липня 2014.(англ.) Наведено за англійською вікіпедією.
6. ↑  American FactFinder. Бюро перепису населення США. Архів оригіналу за 26 лютого 2012. Процитовано 31 січня 2008.

| США | Це незавершена стаття з географії США. Ви можете допомогти проєкту, виправивши або дописавши її. |